# 武穴酥糖
武穴酥糖，原名“桂花董糖”，也稱“廣濟酥糖”。后八十年代廣濟縣更名為武穴市，現多叫“武穴酥糖”。
武穴酥糖是传统地方特产，经过多年的发展，武穴酥糖已走进武汉、南昌等地超市商场。目前，武穴酥糖业年产值5000多万元，年创利税近500万元。但在其发展过程中，出现了被仿冒者假冒、企业间相互杀价和市场竞争力薄弱等问题，这些问题成为了阻碍武穴酥糖产业发展的重要因素。
武穴酥糖一般只在春節時期生產銷售，其他時間無法買到。當地人互相拜年多只需帶一包‘武穴酥糖’即可。

## 典故
相傳明朝萬曆年間，有一孝子為母治病，將黑芝麻炒熟，拌以蔗糖，佐以糖桂花，母食數日咳止康復，後此法被一家董姓的糕餅坊加以改進，生產銷售，取名為「桂花董糖」，並投之市場，施以世人。再經歷代名師不斷改進，根據其蘇甜、爽口之特色，于清朝道光年間更名為“武穴酥糖” 流傳至今。

## 食品特點
具有香、甜、酥、脆四种特色，并能治咳润肺。料中有香条、桂花、芝麻，食时甜酥，疏鬆爽口，易於消化。骨子虽用饴糖熬制而成，但松脆，不粘齿舌。

## 獲得榮譽
上个世纪80年代初，该品种被收入《湖北糕点》名录；1983年9月，被湖北省商业厅评为全省商业优良名特传统产品奖；近年来，连续多次荣获中国国际食品博览会金奖。

## 知名品牌
- 美雅牌武穴酥糖，由原武穴市食品廠生產，歷史較久。為湖北省著名商標。
- 廣濟牌武穴酥糖。
- 啟勝牌武穴酥糖。

## 參看
- 武穴市
- 中國各地特產食品列表
- 湖北省著名商標